# Choc cytokinique
 Mise en garde médicale
Un choc cytokinique (en anglais cytokine storm, littéralement « tempête de cytokines » ou orage cytokinique) est la forme la plus grave du syndrome de libération des cytokines (SLC), qui est une production excessive de cytokines déclenchée par un agent pathogène et qui se manifeste par une violente réponse inflammatoire du système immunitaire. C'est une réponse inadaptée, nocive et généralement mortelle sans traitement approprié. 
C'est parfois un effet secondaire de médicaments à anticorps monoclonaux, ou d'« immunothérapies adoptives » à base de lymphocyte T aussi dénommés cellules T,. S'il fait suite à l'administration du médicament en intraveineuse, on parle  de « réaction de perfusion ».  
Selon Randy Q. Cron, rhumatologue pédiatrique à l'université de l'Alabama à Birmingham et auteur du premier manuel dédié aux tempêtes de cytokines en novembre 2019, et W. Winn Chatham, immunologiste et rhumatologue, la communauté médicale doit pouvoir la diagnostiquer rapidement par un dosage de la ferritinémie permettant un traitement plus rapide pour diminuer la mortalité.
Ce terme est à reconsidérer dans la mesure où il correspond en tout point au syndrome d'activation des macrophages (SAM), ce dernier étant bien mieux documenté dans la littérature scientifique, en particulier pour les infections virales dont il est une complication potentiellement létale.

## Épidémiologie, prévalence
Le choc cytokinique sévère est rare, hormis lors de certaines épidémies ou pandémies à virus émergents. Typiquement il touche des adultes dans la force de l'âge, alors que les enfants dont le système immunitaire est encore immature, et les personnes âgées dont l'immunité est affaiblie sont plutôt épargnés voire asymptomatiques.  Comme le facteur déclenchant est infectieux, sans surprise, des cas familiaux et sporadiques sont possibles.
Il a probablement été la cause d'une grande partie des décès, rapides et brutaux, lors de la pandémie de grippe de 1918 ; grippe qui tua un nombre disproportionné d'adultes, avec des symptômes particulièrement violents.  
La grippe aviaire H5N1 a aussi impliqué des chocs cytokiniques, de même que les grandes épidémies à coronavirus SRAS en 2003 et MERS .
Une prédisposition génétique a été récemment évoquée dans le cas du virus hautement pathogène de la grippe H1N1.
Des formes mineures et modérées de ce syndrome sont des effets secondaires courants des thérapies par anticorps immunomodulateurs et des thérapies par cellules T CAR.

## Description du syndrome
La tempête de cytokines survient quand un grand nombre de globules blancs (leucocyte) sont activés, et que ces leucocytes libèrent un flot anormalement abondant de cytokines inflammatoires qui, à leur tour, activent encore plus de globules blancs : le système immunitaire s'emballe,,
La pression artérielle augmente alors que le taux d'oxygène sanguin chute ; le débit cardiaque augmente au début de l'épisode puis diminue ; les taux d'azote sanguin et de bilirubine augmentent, avec un D-dimère élevé, des transaminases élevées, une carence en facteur I et des hémorragies. 
Il s'ensuit un syndrome de détresse respiratoire aiguë et une défaillance rapide des organes vitaux pouvant conduire à la mort,.

## Classification
Le « choc cytokinique » n'est pas une maladie, mais un syndrome  immunopathologique d'hyperactivation des macrophages. 
Cette hypercytokinémie est l'une des formes du syndrome de réponse inflammatoire systémique et un effet indésirable de certains médicaments.
En 2019-2020, la pandémie COVID-19 a accéléré la recherche sur l'hypercytokinémie et dans ce cadre, le choc cytokinique est de plus en plus considéré comme très proche de la lymphohistiocytose hémophagocytaire (HLH), une pathologie historiquement considérée comme distincte et donc généralement gérée isolément. En 2019, une expertise collaborative scientifique a conclu que ces deux entités pourraient bénéficier des mêmes progrès dans le diagnostic et le traitement, et d'une prise en charge conjointe entre les surspécialités.

## Diagnostic
Pour établir le traitement approprié, le médecin cherche à savoir s'il s'agit d'une réponse à une infection et/ou à un médicament : 
- S'il s'agit d'une infection, il cherche quel est l'agent infectieux pour le combattre, sachant qu'il peut aussi y avoir une co-infection (par exemple par deux virus) et/ou une surinfection bactérienne (assez fréquente dans les cas graves d'infection virale pulmonaire) ;
- s'il s'agit d'une réaction iatrogène, c'est-à-dire d'une réponse à un ou plusieurs médicaments, le médecin cherche quel est(sont) le(s) médicament(s) en cause, et s'ils ont d'autres effets indésirables éventuels et, le cas échéant, s'ils sont déjà présents ou susceptibles d'apparaître. De tels effets peuvent créer des complications, perturber le diagnostic ou aggraver l'état du malade (ex : Syndrome de lyse tumorale).

Cependant, selon des retours d'expérience chinois acquis lors du début de la pandémie de COVID-19, des valeurs élevées de ferritine (c'est-à-dire une hyperferritinémie) étaient associées à un risque accru de choc cytokinique dans le cadre d'un syndrome d'activation macrophagique. Or il existe un test (dosage de la ferritine plasmatique) rapide, disponible et peu cher pour le taux de ferritine ; sous réserve de confirmation, ce pourrait être le premier outil de dépistage par exemple à mettre en œuvre chez les malades dont la fièvre est élevée. 
Remarques : Ce syndrome peut aisément être confondu avec une septicémie. 
Sa symptomatologie est également en partie proche de celle du syndrome d'activation mastocytaire.

### Symptômes
Les symptômes cliniques du choc cytokinique sont une fièvre élevée et persistante, des gonflements et rougeurs, une splénomégalie, une hépatomégalie avec dysfonctionnement hépatique, une lymphadénopathie, une coagulopathie, une cytopénie, des éruptions cutanées avec des symptômes neurologiques variables, une fatigue extrême et des nausées, préludes à une détresse respiratoire et multiorganique mettant en jeu le pronostic vital.
Ces symptômes sont souvent difficiles à distinguer de ceux des maladies sous-jacentes. 
Aucun de ces symptôme pris individuellement n’est spécifique ; c’est leur combinaison, souvent associée à des anomalies révélées par les analyses de laboratoire, leur gravité et des changements temporels (qui peuvent être très rapides) qui permettent de poser le diagnostic d’une part et d’autre part de différencier les origines ou antécédents des patients touchés (via le profil des cytokines en cause).

## Mécanisme
Le choc cytokinique survient quand un grand nombre de globules blancs (de type cellule B, cellule T, cellule tueuse naturelle, macrophage, cellule dendritique et monocyte) est activé et libère des cytokines inflammatoires, qui à leur tour activent encore plus de globules blancs.
Ces cellules immunitaires sont activées par des messages envoyés par les cellules infectées qui meurent par nécrose ou par apoptose.
Les cytokines sont un groupe pléomorphe et diversifié de molécules solubles activant ou supprimant des processus immunitaires de manières très différentes.
L’interleukine 6 semble être un médiateur-clé du processus de « choc cytokinique » ; elle peut être bloquée par un médicament (commercialisé en France sous le nom d'Actemra).

## Causes

### Causes infectieuses
Une virose (infection par un virus) est très souvent le facteur déclenchant, mais on a identifié un nombre croissant de cas où une bactérie était en cause (il s’agit alors d’une bactérie « intracellulaire », en général).
Face à l’infection, une activation anormalement exacerbée du système immunitaire survient parfois ; pour des raisons encore mal comprises, des cytokines sont alors massivement produites et continuent à l'être de manière anormale. Le rôle des cytokines est d'alerter les cellules immunitaires (cellules T et macrophages notamment) et de leur indiquer le site de l'infection. 
Notamment quand de nombreux organes sont touchés, ou que des organes de grande taille (poumon essentiellement) sont infectés, une boucle de rétroaction positive s'installe ; le système immunitaire semble s'affoler : dans tout le corps, des cytokines suractivent des cellules immunitaires, qui elles-mêmes produisent plus de cytokines et le système s’emballe ; c'est le syndrome de réponse inflammatoire systémique (SIRS).
Ce phénomène est fréquent dans les septicémies, Ebola, les infections par virus grippal hautement-pathogène, la variole. 
La lymphohistiocytose hémophagocytaire au virus d'Epstein-Barr sont causées par des élévations extrêmes des cytokines chez les adultes, adolescents et pré-adolescents, élévation qui ne survient pas chez les jeunes enfants ; elles peuvent être considérées comme une forme assez sévère de syndrome de libération de cytokines,.

### Circonstances non-infectieuses
- Maladie du greffon contre l'hôte (GVHD),

### Causes médicamenteuses (iatrogènes) et assimilées
Certains médicaments peuvent déclencher une tempête de cytokines ; ils sont généralement destinés à supprimer ou à activer le système immunitaire grâce à des anticorps monoclonaux (anticorps produits naturellement par une lignée de lymphocyte B activé ou plasmocyte, produits par un « hybridome » (cellule issue de la fusion d'un lymphocyte B et une cellule cancéreuse de myélome). 
- Le muromonab-CD3, un anticorps monoclonal anti-CD3, approuvé par la FDA en 1985, destiné à supprimer le système immunitaire pour empêcher le rejet des greffes d'organes[2] ;
- l'alemtuzumab, un anti-CD52 destiné au traitement de la leucémie et de la sclérose en plaques et prescrit lors de transplantation d'organes[2] ;
- le rituximab, un anti-CD20 approuvé en 1997, prescrit en cas de cancers du sang ou de troubles auto-immuns ou de greffe d'organe[2].

L'immunisation passive consistait à transférer des anticorps d'un hôte à un autre (un peu comme la mère le fait pour son enfant via le colostrum). Des thérapies récentes d'immunisation passive utilisent maintenant des leucocytes qui jouent un rôle majeur dans la réponse immunitaire secondaire : des cellules T, mais ces cellules ont été préalablement modifiées avec des récepteurs chimériques d'antigène (cellules T CAR) ; ces thérapies sont connues pour présenter un risque de « choc cytokinique ».

## Prévention
Le risque de choc cytokinique sévère induit par certains médicaments peut être limité ou évité en réduisant les doses, en perfusant plus lentement et en administrant des antihistaminiques ou des corticostéroïdes avant et pendant l'administration du médicament.
Des essais in vitro visent à réduire le risque que des candidats-médicaments, dès le stade préclinique, puissent causer un choc cytokinique ; ils doivent aussi tester les dosages qui seront délivrés lors des essais cliniques de phase I. 
Les organismes de réglementation espèrent voir les résultats de ces tests dans les applications expérimentales de nouveaux médicaments,.
Une modélisation protéique peut aussi être utilisée comme outil préclinique pour évaluer les risques de réactions de perfusion.

## Traitements, médicament
Les médicaments de première intention sont choisis selon le degré d’acuité de la maladie et du risque d'infection concomitante (éventuellement nosocomiale). 
- Dans les cas les moins sévères, le traitement vise à atténuer les symptômes tels que la fièvre, les douleurs musculaires ou la fatigue ;
- Dans les cas modérés, une oxygénothérapie et l'administration de liquides et d'agents antihypotenseurs permettent de réguler la tension artérielle.
- Dans les cas modérés à sévères, des immunosuppresseurs (corticostéroïdes...) peuvent être nécessaires, mais en faisant preuve de prudence pour éviter, le cas échéant, d'annuler l'effet des médicaments destinés à activer le système immunitaire[2].

Traiter une personne infectée et gravement malade avec un puissant immunosuppresseur est un choix cornélien et contre-intuitif, car, bien que très utilisés chez les personnes atteintes de SDRA, les corticostéroïdes et les anti-inflammatoires non stéroïdiens (AINS), évalués lors d'essais cliniques et n'ont montré aucun effet sur la mécanique pulmonaire, l'échange de gaz ni de résultats bénéfiques dans les SDRA précoces ; les AINS peuvent naturellement favoriser l'infection ou une surinfection.
Quelques médicaments ciblant les cytokines s'avèrent protéger contre les effets de la grippe, mais il ne suffit pas d'inhiber une seule ou quelques cytokines ; ainsi des souches de souris mutantes ne produisant pas certaines cytokines, telles que TNF-α, IL-6 ou CCL-5 (CCR5 ont été créées en laboratoire) ; quand elles sont infectées par la grippe, elles ne bénéficient cependant que de peu d’amélioration de leur morbidité ou meurent simplement un peu plus tard,. Alors qu’inversement un inhibiteur multi-cytokines, tel l'agoniste des récepteurs de la sphingosine-1-phosphate AAL-R, protège contre les symptômes les plus durs de la grippe. De même, l'anticorps IP-10 et l'antagoniste du récepteur de l'IL-8 (CXCR1 / 2) qui empêchent certaines cytokines de jouer leur rôle de messager se montrent protecteurs,.
Une suppression globale des facteurs inflammatoires pourrait être une meilleure stratégie de traitement de la grippe, mais elle doit rester prudente, car elle dégrade aussi, au moins provisoirement, la capacité de l’organisme à se défendre contre les bactéries et champignons pathogènes.
D'autres médicaments créés pour traiter les rhumatismes, cancers et d'autres maladies cherchent à maitriser la réponse immunitaire et son syndrome inflammatoire. Certains, déjà disponibles sur le marché, ciblent avec précision une ou quelques molécules-clé du processus inflammatoires (dont des cytokines), sans suppression immunitaire totale comme ce serait le cas avec les corticostéroïdes ou d'autres immunosuppresseurs pas ou peu sélectifs.
Certains de ces médicaments ciblent l'interleukine-1 (IL-1), l'IL-6, l'IL-18 et l'interféron gamma . 
Des essais randomisés pourraient les tester contre le COVID-19 pour des patients gravement touchés. 
- Le tocilizumab est un anticorps monoclonal « anti-IL6 », vendu sous le nom d'Actemra[31], ou en France depuis 2009 sous le nom de RoActemra[31]. Il a été testé par des centres hospitaliers chinois pour traiter des chocs cytokiniques responsables de la sévérité du COVID-19, en bloquant l'IL-6[2], avec des résultats positifs chez des patients gravement atteints par le COVID-19[5].

- Le ponatinib est un médicament anticancéreux. On a récemment (2019) montré qu'il protège la souris de laboratoire de la tempête de cytokines[32].

- La transplantation de cellules-souches hématopoïétiques a beaucoup amélioré le sort des victimes de lymphohistiocytose hémophagocytaire primaire (HLH), et de nombreux médicaments biotechnologiques visent depuis peu à traiter le syndrome d'activation des macrophages (SAM) et l’HLH secondaire (deux entités médicales très proches).

Mais en 2019, hormis pour les corticostéroïdes, il y a peu de preuves consolidées de l'efficacité et/ou de l’innocuité de ces médicaments alternatifs aux corticoïdes, notamment faute d’études contrôlées sur la posologie et la durée optimales du traitement.

## Gestion de la tempête de cytokines
Le tableau ci-dessous s'inspire du cas d'une tempête de cytokines apparaissant parfois en réaction à une perfusion (Infusion related reaction), tel que présenté dans les critères de terminologie communs pour les événements indésirables, qui sont les critères de classification normalisée des effets toxiques ou indésirables des médicaments ou de leur application dans le domaine du traitement du cancer. Ce tableau présente les conduites à tenir selon les stades croissants de gravité, tels que validés en 2018 (version 5.0 des critères) :
| Gravité | Effets toxique ou indésirables | Suites à donner |
| ------- | --- | --- |
| Stade 1 | Réaction immunitaire légèrement exacerbée | Une intervention ou interruption de la perfusion n'est pas indiquée ; surveillance du patient |
| Stade 2 | Réaction significative | L'interruption du traitement ou de la perfusion est indiquée + traitement rapide des symptômes (par exemple, avec des antihistaminiques, AINS, narcotiques, liquides IV); médicaments prophylactiques indiqués pour ≤ 24 heures |
| Stade 3 | État grave (ex : le patient ne réagit pas rapidement aux médicaments symptomatiques ni à une brève interruption de la perfusion ; récurrence des symptômes après une amélioration initiale) | hospitalisation indiquée en cas de séquelles ou signes cliniques tels qu'insuffisance rénale, infiltrats pulmonaires... |
| Stade 4 | Pronostic vital engagé | urgence médicale (ventilation, réanimation...) |

### Cas particulier d’une bactériose comme facteur déclenchant (ou surinfectant)
Dans le cas d'une infection, habituellement le facteur déclenchant d'un choc cytokinique est une virose.
Rarement, une bactérie semble pouvoir en être la cause première.
Beaucoup plus souvent, quand une bactériose est en cause, il s'agit d'une surinfection, qui vient aggraver la situation. Éventuellement nosocomiale, elle peut alors apparaitre en cours du traitement du choc cytokinique, car ce traitement est toujours plus ou moins immunosuppresseur.
Dans ces deux cas, il est souhaitable de détecter et d'identifier la bactérie précocement, pour qu’un traitement antibiotique approprié soit prescrit, car la surinfection bactérienne est une cause fréquente de la mort.

## Histoire médicale
La métaphore de la tempête de cytokines, fréquemment reprise dans la littérature médicale, semble avoir été publiée pour la première fois par Ferrara et al. en 1993 lors d'une discussion sur la maladie du greffon contre l'hôte, pour laquelle le rôle d'une libération excessive et auto-entretenue de cytokines intriguait les pathologistes depuis des années,,.
L'expression réapparait ensuite à propos de la pancréatite en 2002, puis en 2003 en référence aux réactions extrêmes induites par certaines infections. 
Des résultats préliminaires publiés à Taïwan ont montré qu'il était aussi la cause probable de nombreux décès lors de l'épidémie de SRAS de 2003. Il a aussi été impliqué dans le SPH (Syndrome Pulmonaire à Hantavirus).
Ce syndrome a suscité à nouveau l'attention lors de la pandémie à H5N1 lors de laquelle la plupart des décès humains ont impliqué une tempête de cytokines.
En 2006, lors d'une étude médicale faite au Northwick Park Hospital (Angleterre), les essais d'un médicamenteux (TGN1412) ont provoqué chez 6 volontaires ayant reçu le médicament une grave défaillance de plusieurs organes, accompagnée d'une forte fièvre et d'une réponse inflammatoire systémique anormalement vive. Parexel (entreprise faisant des essais pour l'industrie pharmaceutique) a, dans l'un de ses propres documents, parlé de « tempête de cytokines » pour décrire la réaction dangereuse pouvant être induite par le TGN1412.
En 2019, près d’une vingtaine de modèles animaux avaient déjà été utilisés pour étudier la lymphohistiocytose hémophagocytaire (HLH) secondaire et/ou le syndromes de tempête de cytokines ; chacun de ces modèles présentait certains aspects de la HLH secondaire. Un modèle murin a récemment (2019) été mis au point pour étudier à la fois la HLH primaire (d’origine génétique) ou la HLH secondaire (acquise, que l’on retrouve dans des maladies aussi diverses que des infections, cancers, maladies auto-immunes et auto-inflammatoires, l'immunodéficience acquise et certains troubles métaboliques).
La connaissance des cellules immunitaires en cause dans ce syndrome s'est nettement améliorée depuis le début des années 2000. Depuis 2000, les critères de diagnostic, de classification et de gravité des syndromes impliquant une « tempête de cytokines » se sont faits plus précis notamment grâce à une vaste étude multinationale qui a permis de mettre à jour les critères de classification du « syndrome d'activation des macrophages » (ou SAM, un syndrome qui complique l'arthrite juvénile idiopathique systémique) ; et dans ce contexte des tests de laboratoire visant un diagnostic précoce du SAM dans les AJI systémiques ont également progressé. Les cellules myéloïdes, qui ont un très grand nombre de fonctions dans l'organisme, apparaissent aussi comme jouant un rôle-clé dans la hiérarchie du système immunitaire ; mais aussi dans l'initiation, la propagation puis l'amplification d'une réponse hyperinflammatoire. Mais, notaient Kufer et al. en 2017, leur fonction et leur grande plasticité leur confèrent aussi un rôle important, immunorégulateur, et pour la cicatrisation des tissus, chez ceux des patients qui auront survécu à la « tempête de cytokines ». 
Une production anormalement élevée d'interféron-γ (IFN-γ, qui a un rôle défensif multiple d'abord dans l'immunité innée puis adaptative) contribue aussi à l'hypercytokinémie. On recherche des biomarqueurs associés à l'activation de la voie IFN-γ ; on recherche aussi des moyens de la neutraliser en toute sécurité.
Lors de la pandémie de coronavirus en 2019-2020, beaucoup des cas graves et des décès par COVID-19 ont été imputés à des « tempêtes de cytokines »,,.

### Manuel médical
- Cron, R.Q & Behrens E.M (Eds.) (2019) Cytokine Storm Syndrome (Manuel dédié aux tempêtes de cytokines). Springer Nature .(en)